# Amarens
Amarens é uma comuna francesa na região administrativa de Occitânia, no departamento de Tarn. Estende-se por uma área de 4,88 km². Em 2010 a comuna tinha 68 habitantes (densidade: 13,9 hab./km²).